# Esmaël Gonçalves
Esmaël Ruti Tavares Cruz da Silva Gonçalves (* 25. Juni 1991 in Bissau) ist ein portugiesischer Fußballspieler. Er besitzt neben der portugiesischen auch die Staatsangehörigkeit von Guinea-Bissau.

## Karriere
Esmaël Gonçalves wurde im Juni 1991 in Bissau, der Hauptstadt des afrikanischen Landes Guinea-Bissau, geboren. Im Alter von drei Jahren kam er mit seiner Familie nach Portugal. Seine Karriere als Fußballspieler begann er in der Jugendakademie von Boavista Porto. Als 19-Jähriger wechselte er in den Jugendbereich des OGC Nizza aus Frankreich. Bei dem Verein verbrachte er die folgenden drei Jahre in den Juniorenmannschaften. Am 30. Januar 2011 gab Gonçalves sein Profidebüt gegen Girondins Bordeaux. Im August 2012 wechselte Gonçalves zurück nach Portugal zum Rio Ave FC. Von dort aus wurde er in den folgenden drei Spielzeiten insgesamt viermal verliehen, darunter waren der FC St. Mirren, APOEL Nikosia, Veria FC und Anorthosis Famagusta. In Schottland gewann er mit St. Mirren im März 2013 den Scottish League Cup im Finale gegen Heart of Midlothian. Im Halbfinale hatte Gonçalves gegen Celtic Glasgow den Führungstreffer beim 3:2-Sieg erzielt, der zugleich sein erster im Trikot der Saints war. Im Jahr 2013 gewann er zudem während seiner Leihe zu APOEL Nikosia den Zyprischen Supercup gegen Apollon Limassol. Nach seiner Rückkehr zu Rio Ave wurde sein Vertrag nicht verlängert. Er spielte daraufhin für kurze Zeit bei al-Ettifaq in der Saudi Professional League, bevor er zu Anorthosis Famagusta kam. Im Januar 2017 wechselte Gonçalves für eine Ablösesumme von 170.000 £ zu Heart of Midlothian. Ein Jahr später wechselte Gonçalves für eine Ablösesumme von 350.000 £ zu Paxtakor Taschkent nach Usbekistan. Ein Jahr später wechselte er Anfang 2019 in den Iran. Hier schloss er sich Esteghlal Teheran an. Hier stand er bis Juni 2019 unter Vertrag. Von Juli 2019 bis Anfang September 2019 war er vertrags- und vereinslos. Matsumoto Yamaga FC, ein japanischer Zweitligist aus Matsumoto nahm ihn am 9. September 2019 unter Vertrag. Bis Ende 2020 spielte er mit dem Verein neunmal in der zweiten japanischen Liga. Anfang 2021 zog es ihn nach Indien, wo er einen Vertrag beim  Chennaiyin FC, einem Fußball-Franchise aus Chennai, unterschrieb. Der Klub spielte in der Indian Super League.

## Erfolge
FC St. Mirren
- Schottischer Ligapokal: 2013

APOEL Nikosia
- Zyprischer Supercup: 2013